# 활비비

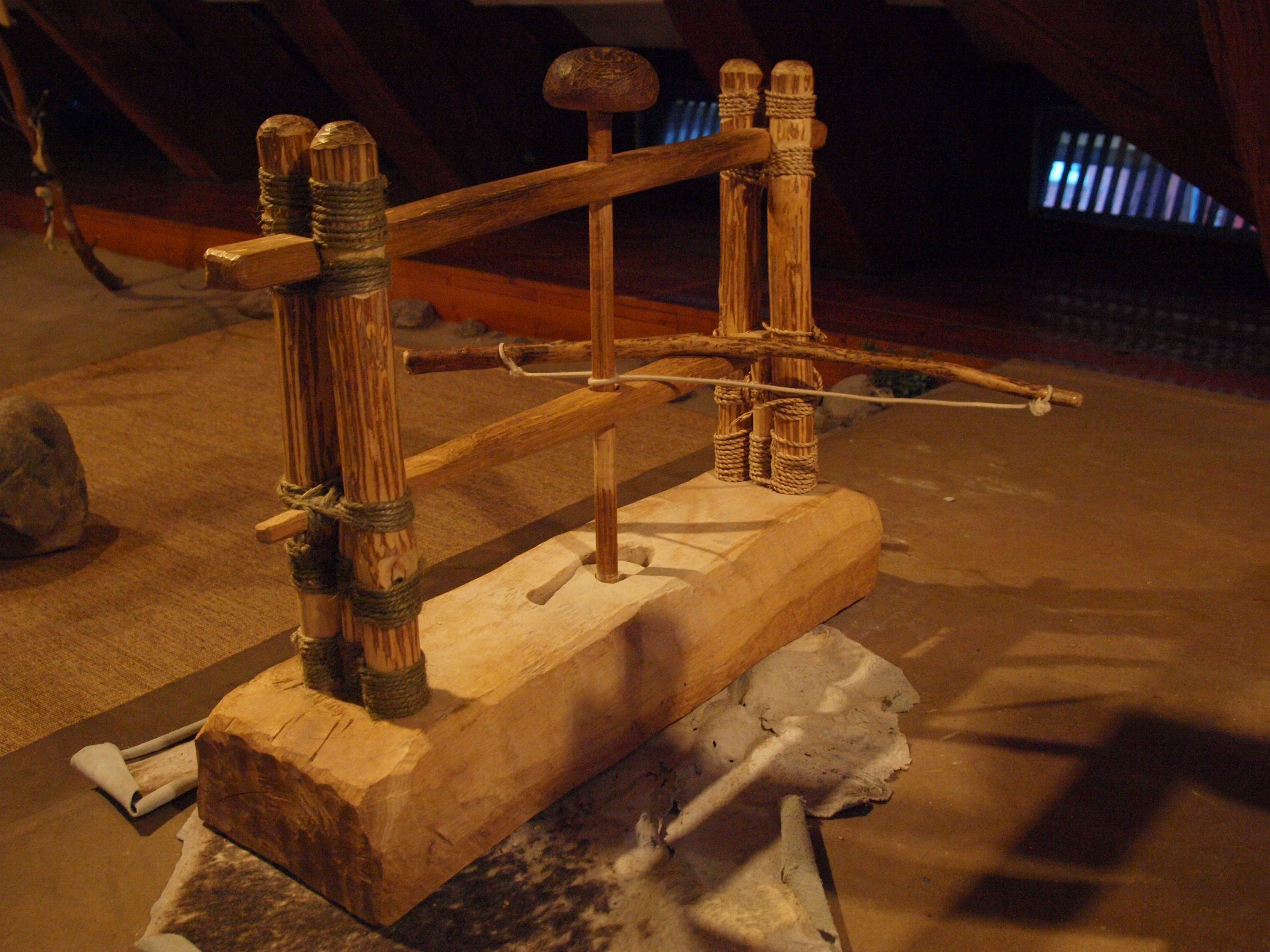
돌도끼에 구멍을 뚫기 위한 활비비

활비비(일본어: 弓錐, bow drill)는 구멍을 뚫거나, 불을 피위기 위한 간단한 수동 도구이다. 끈을 감은 활을 한 손으로 앞뒤로 움직여 막대(스핀들, 드릴축)가 회전한다. 선사 시대부터 유래한 이 도구는 나무, 돌, 뼈, 치아와 같은 고체 재료에 구멍을 뚫기 위한 드릴과 불을 일으키는 발화추(fire-drill)로 사용되었다.
굴대의 끝을 핸드 블록의 구멍에 삽입하여 손으로 잡고 고정한다. 구멍을 팔 때는 두 부품의 마찰을 줄이기 위해 윤활제가 사용되기도 한다. 활의 현은 굴대에 한 번 감겨져 단단히 고정되기 때문에 작업 중에 어긋나지 않는다.
‘이집트 활비비’라고 불리는 변종은 끈을 여러 번 감아 매듭이나 구멍으로 고정된다. 끈비비(strap drill)는 보다 단순한 형태이며, 활이 없이 양손으로 끈을 핀으로 치고 동시에 좌우로 움직인다. 테두리가 없어, 골무가 턱이나 입안에서 고정할 수 있게 되어 있다.

## 역사

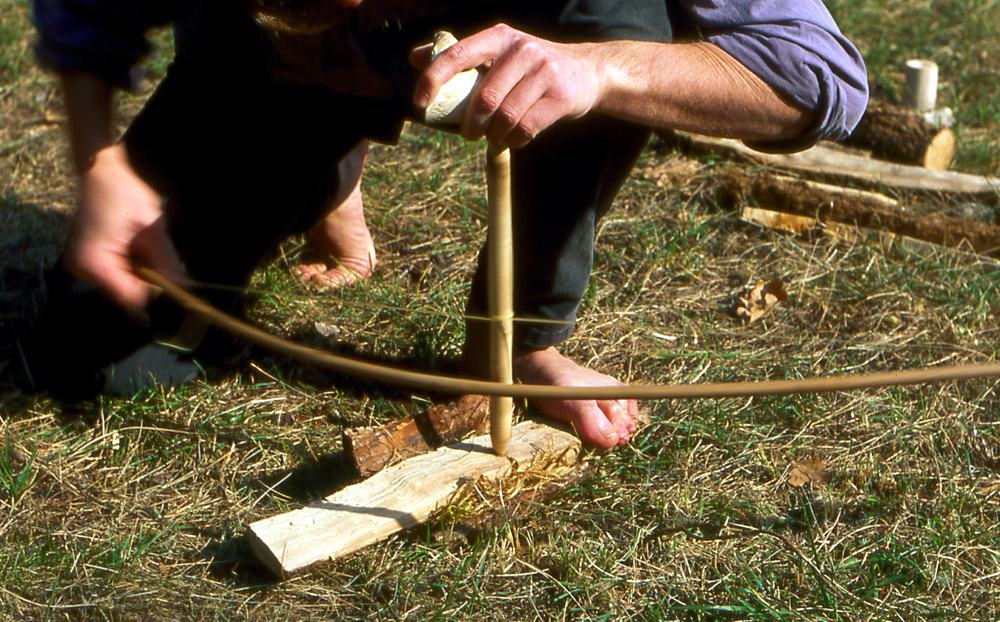
손잡이가 달린 활비비 (불피우기용)

벽옥의 작은 조각이 붙은 활비비가 기원전 5천년 정도부터 기원전 4천년 정도 사이에 메르가르에서 청금석이나 카넬리안에 구멍을 뚫기 위해 사용되었다. 유사한 드릴이 인더스 문명의 다른 지역과 1000년 후의 이란에서 발견되었다.

## 사용법
발화추로 사용하기 위해서는 대의 끝이 뭉툭해야 하며, 이는 고정된 나무조각(화재판)의 작은 구멍에 꽂아야 한다. 고속으로 대를 돌려 하향 압력으로 마찰열을 일으키면 가루가 된 목탄이 찌그러져 발화한다.
드릴로서 사용하는 경우, 연마나 절단에 의해 구멍을 뚫는 단단한 드릴 비트를 부착하는 경우도 있다.

## 같이 보기
- 펌프 드릴